# Requiem pour un Bleu
Requiem pour un Bleu est la soixante-et-unième histoire de la série Les Tuniques bleues de Lambil et Raoul Cauvin. Elle est publiée pour la première fois du no 3374 au no 3386 du journal Spirou, puis en album en 2003.
Blutch est mort : Émergeant à peine du coma, le sergent Chesterfield apprend la terrible nouvelle. Effondré, il cherche à retracer les dernières heures de son ami. Mais au fil des rencontres, les versions divergent... Lui a-t-il cédé sa place sur la civière ? L'a-t-il ramené du champ de bataille sur son dos, au péril de sa propre vie ? Le croyant mort, a-t-il cherché à le venger en chargeant seul les lignes ennemies ? Difficile, au milieu de tous ces témoignages contradictoires, de retrouver la vérité. Qu'importe. Désormais, le caporal Blutch est un héros aux yeux de Chesterfield... mais pas pour très longtemps.

## Résumé
Après une énième charge de cavalerie meurtrière, le sergent Chesterfield se réveille d'un coma de trois jours à l'infirmerie, il apprend alors que personne n'est venu lui rendre visite, pas même Blutch, son compagnon de toujours. Remonté, il sort de l'infirmerie et part à sa recherche afin de lui remonter les bretelles.
Il découvre alors avec horreur une tombe à son nom: Blutch est mort. Un soldat lui raconte leur dernière bataille: L'infanterie était taillée en pièces par l'artillerie ennemie, les pertes étaient énormes. C'est alors que le général Alexander a pris la décision d'envoyer la cavalerie dirigée par le capitaine Stark. Chesterfield était à ses côtés, tandis que Blutch galopait légèrement en retrait quand soudain l'ennemi tira au canon et ce fut l'hécatombe. Le soir venu, les secours ne purent que constater les dégâts, ils sont parvenus à trouver Chesterfield encore vivant, mais Blutch était déjà mort. Cette histoire émeut Chesterfield qui commence à fleurir la tombe de Blutch.
Par la suite, un caporal lui donne une version différente de l'histoire: Blutch était toujours vivant, mais gravement blessé, quand les brancardiers sont arrivés, il a demandé que le sergent Chesterfield soit emmené en premier, menaçant ces derniers par son arme. Malheureusement, il succomba à ses blessures peu après. Encore plus ému, Chesterfield fleurit de nouveau la tombe de son compagnon.
Plus tard, un troisième personnage lui dévoile que tout ce qu'on lui a raconté est faux: Blutch était vivant et n'avait presque rien, quand il a découvert le sergent inanimé, il a ordonné à ce qu'on l'évacue, prit un cheval encore valide et fonça vers l'ennemi, son sabre à la main, afin de venger son ami. Et c'est le lendemain, qu'il fut retrouvé mort au milieu de cadavres de confédérés. Chesterfield fleurit une troisième fois la tombe de son compagnon.
Par la suite, il se rend auprès des creuseurs de tombe pour leur demander de l'enterrer aux côtés de Blutch s'il venait à mourir. Il apprit à l'occasion que ce ne sont pas les brancardiers qui l'ont ramené, mais Blutch lui-même sur ses épaules. Il se rend ensuite aux quartiers du général Alexander pour lui demander de mener la prochaine charge. Il accepte à condition qu'il convainc le capitaine Stark, mais ce dernier refuse de lui parler. Il découvre toutefois que Blutch a laissé un "cadeau" pour le capitaine: Son cheval Arabesque. Comprenant le geste de son ami, il attend que Stark fasse sonner l'assaut et profite de la chute d'Arabesque pour prendre le commandement. Mais à son arrivée aux lignes ennemis, il se fait tirer dessus...
Quand il se réveille à nouveau dans l'infirmerie, il découvre à sa grande surprise, Blutch, vivant, et le prend pour un imposteur. Blutch lui dit alors qu'il a rêvé et qu'en réalité, il n'a jamais combattu à ses côtés, car Arabesque s'était effondré après que le clairon a sonné. Cette nouvelle déçoit alors le sergent qui boude, toutefois l'infirmier lui révèle que Blutch l'a bel et bien amené à l'infirmerie et non les brancardiers. Quand Chesterfield vient en parler à Blutch, ce dernier lui répond qu'il a hésité à l'achever mais qu'il a préféré attendre qu'il soit complètement remis avant de lui tirer dessus, ce qui exaspère Chesterfield qui poursuit son caporal devant le regard amusé de l'infirmier.

## Personnages
- Sergent Chesterfield
- Caporal Blutch

## Autour de l'album
Cet album est l'un des plus marquants car il met en scène seulement l'un des deux héros dans un brusque retour à la réalité. On se rend également compte de l'amitié que porte Chesterfield à Blutch.